# Olympische Sommerspiele 1912/Teilnehmer (Ägypten)
| Gelbes Symbol für Goldmedaillen mit stilisierten Olympischen Ringen | Graues Symbol für Silbermedaillen mit stilisierten Olympischen Ringen | Braundes Symbol für Bronzemedaillen mit stilisierten Olympischen Ringen |
| ------------------------------------------------------------------- | --------------------------------------------------------------------- | ----------------------------------------------------------------------- |
| —                                                                   | —                                                                     | —                                                                       |

Ägypten nahm bei den V. Olympischen Sommerspielen 1912 in Stockholm zum ersten Mal an Sommerspielen teil. Das NOC al-Ladschna al-ulimbiyya al-misriyya war zwei Jahre zuvor gegründet und in das Internationale Olympische Komitee aufgenommen worden. Davor waren bereits bei den Olympischen Zwischenspielen 1906 Sportler für Ägypten an den Start gegangen. In der schwedischen Hauptstadt war das Land mit einem Sportler, dem Fechter Ahmed Mohamed Hassanein, vertreten. Begleitet wurde er von dem ägyptischen IOC-Mitglied Angelo C. Bolanachi.

## Teilnehmer nach Sportarten

### Fechten
- Ahmed Mohamed Hassanein
Männer, Florett, Einzel →
Männer, Degen, Einzel →